# Eugen H. Sieber
Eugen Herrmann Sieber (* 11. Januar 1901 in Lauffen am Neckar; † 27. November 1982) war ein deutscher Betriebswirtschaftler. Er beschäftigte sich insbesondere mit Fragen der Unternehmensführung und Problemen der „Internationalen Unternehmung“. Seine Bedeutung liegt im frühen Aufgreifen sich neu entwickelnder Themen in Praxis und Wissenschaft.

## Leben
Sieber wurde 1901 in Lauffen geboren und wuchs dort auf. Er studierte 1920–1922 Rechts- und Staatswissenschaften in Tübingen und 1922–1925 Wirtschaftswissenschaften an der Universität Leipzig. Er wurde 1925 zum Dr. rer. pol. an der Universität Leipzig promoviert und habilitierte sich 1931 bei Alexander Hoffmann in Leipzig mit der Schrift „Objekt und Betrachtungsweise der Betriebswirtschaftslehre“.
Zum 1. Mai 1937 trat er der NSDAP bei und schloss sich auch der SA an. Er übernahm 1939 die Vertretung eines betriebswirtschaftlichen Lehrstuhls an der Universität Heidelberg, wurde 1941 auf den Lehrstuhl für Betriebswirtschaftslehre an dieser Universität berufen.
Sieber arbeitete in den Jahren nach 1946 als Gutachter und Berater.
Seit 1956 hatte er verschiedene Engagements im Bereich der Ausbildung von Führungskräften im Auftrag der Deutschen Bundesbahn, des RKW und der Vereinigung „International University Contact“.
Ab 1. November 1961 war er Vertreter des Lehrstuhls für Betriebswirtschaftslehre, insbesondere Revisions- und Treuhandwesen, an der Friedrich-Alexander-Universität Erlangen-Nürnberg (FAU), ab 22. November 1962 ordentlicher Professor. 1964 wurde der Lehrstuhl umbenannt in „Allgemeine Betriebswirtschaftslehre, insbesondere Unternehmensführung“. Dies war der erste Lehrstuhl in Deutschland für „Unternehmensführung“ als spezielle BWL.
Er war Dekan der Wirtschaftswissenschaftlichen Fakultät der Friedrich-Alexander-Universität Erlangen-Nürnberg von 1967 bis 1968. Am 31. März 1969 wurde Sieber emeritiert. Sein Nachfolger war Horst Steinmann. Horst Steinmann lud seinen Vorgänger regelmäßig zu Veranstaltungen seines Lehrstuhls ein. Prof. Dr. Eugen H. Sieber verstarb 1982.

## Wissenschaftliches Wirken
Die Errichtung der Handelshochschule in Leipzig 1898 kann als Beginn der BWL als eigenständige Disziplin im deutschsprachigen Raum markiert werden. In der jungen Disziplin entbrannte ein „Methodenstreit“ über den Gegenstand dieser Disziplin, den Methoden (Werturteilsfreiheit) und daraus folgend auch der Bezeichnung des Faches.
Mit seiner Habilitationsschrift nahm Sieber zwar die inzwischen etablierte Bezeichnung des Faches auf (statt der von ihm präferierten „Wirtschaftslehre der Unternehmung“), positionierte sich aber eindeutig für Wilhelm Rieger.
Mit der Berufung an die Wirkungsstätte von Wilhelm Rieger setzt sich dieser wissenschaftliche Weg konsequent fort. Sieber verfolgte kontinuierlich drei breite Forschungsbereiche:
- Führung und Entwicklung mittelständischer Unternehmen
- Unternehmensführung als eigenständige Teildisziplin
- Die Internationale Unternehmung als eigenständiger Typus eines Forschungsobjektes

Zudem war Sieber ständig an neuen Themen und Entwicklungen in der Forschung und Lehre interessiert. Als Anreger ermutigte er seine Schüler, neue Themen aufzugreifen. Der Lehrstuhl für Allgemeine Betriebswirtschaftslehre, insbesondere Internationales Management, von Prof. Dr. Brij Kumar und die Einführung eines Wahlpflichtfaches „Internationale Wirtschaft“ seit 1990 können daher an der FAU auf eine lange Tradition aufbauen.

## Schriften
- Sieber, E. H. (1931). Objekt und Betrachtungsweise der Betriebswirtschaftslehre. Leipzig: Deichert.
- Sieber, E. H. (1939). Forschungs- und Entwicklungskosten, insbes. ihre Behandlung in Erfolgsrechnung und Kalkulation. Festgabe für Alexander Hoffmann zu seinem 60. Geburtstag (7. Oktober 1939).
- Sieber, E. H. (1942). Finanzierung der Industriebetriebe im Ostraum. [Heidelberg].
- Sieber, E. H. (1944). Finanzierung der Industriebetriebe im Ostraum. Osteuropäische Wirtschaftsfragen.
- Sieber, E. H. (1959). Führungsprobleme mittlerer Betriebe. Betriebsgröße und Unternehmungskonzentration. Berlin: Duncker & Humblot, 1959, S. 73–89.
- Sieber, E. H. (1960). Das Planspiel betrieblicher Entscheidungen (Business Game) als Ausbildungs- und Führungsinstrument. In: Rationalisierung 11, S. 25 – 48.
- Sieber, E. H. et al. (1961). Personelle Fragen der Entwicklungshilfe: Ein Colloquium der Kammergemeinschaft Ausbildung und Bildung. Hamburg.
- Sieber, E. H. (1963). Entwicklungsländer und Entwicklungspolitik: Nürnberger Hochschulwoche 27. - 30. November 1962. Berlin: Duncker & Humblot.
- Sieber, E. H. (1963). Das Planspiel unternehmerischer Entscheidungen. Betriebsführung und Operations Research.
- Sieber, E. H. (1970). Die multinationale Unternehmung, der Unternehmenstyp der Zukunft? Schmalenbachs Zeitschrift für betriebswirtschaftliche Forschung. Wiesbaden: Springer Gabler (22), S. 414–438, 1970.
- Sieber, E. H. (1974). Multinationale Unternehmen: Arbeitsbericht über eine Studienreise in die USA. Erlangen-Nürnberg: Betriebswirtschaftl. Inst. d. Univ.
- Sieber, E. H. (1974). The internationalization of German business firms. Economics.

## Festschriften
- H. Koller, H. Blohm, H.-P. Kicherer: Probleme der Unternehmensführung: Festschrift zum 70. Geburtstag von Eugen Hermann Sieber. Goldmann, München 1971.
- J. Löffelholz: Eugen H. Sieber 70 Jahre. In: Journal of business economics. 1971.
- Wilhelm Hermann Wacker: Eugen H. Sieber, 75 Jahre. In: Schmalenbachs Zeitschrift für betriebswirtschaftliche Forschung. 1976, S. 122–123.
- Wilhelm Hermann Wacker, H. Haussmann, B. Kumar: Internationale Unternehmensführung, Managementprobleme international tätiger Unternehmen. Festschrift zum 80. Geburtstag von Eugen Hermann Sieber. E. Schmidt, Berlin 1981.